# Xexéu
Xexéu est une municipalité brésilienne située dans l'État du Pernambouc.